# Notarctia autholea
Notarctia autholea är en fjärilsart som beskrevs av Jean Baptiste Boisduval 1869. Notarctia autholea ingår i släktet Notarctia och familjen björnspinnare. Inga underarter finns listade i Catalogue of Life.